# Vlag van Huila

Vlag van Huila

De vlag van Huila is sinds 1952 een horizontale driekleur bestaande uit de kleurencombinatie wit-groen-geel.
De drie kleuren hebben elk een eigen symbolische betekenis. De witte kleur staat voor de eer en het karakter van de inwoners van het departement Huila. De groene kleur symboliseert het fruit dat in het gebied verbouwd wordt en de hoop voor de toekomst. De gele kleur staat voor de rijkdom aan bodemgrondstoffen in Huila.
De vlag lijkt sterk op de vlag van Zamora-Chinchipe.